# 佐野丹丘
佐野 丹丘（さの たんきゅう、1926年5月11日 - 2009年6月13日）は、日本の書道家、僧侶。曹洞宗長光寺住職。本名、常光。東洋書芸院顧問、産経国際書会名誉顧問などを歴任。

## 来歴
静岡県田方郡函南町の長光寺に生まれる。旧制韮山中(現静岡県立韮山高等学校)、静岡第一師範(現静岡大学教育学部)、駒澤大学文学部社会科卒業。小、中、高校で教鞭を執り、沼津では原小、西高、東高で教諭を務めた。また、僧職として3つの寺の住職を務める一方、宗門の要職を歴任した。
　書家としては戦中から上田桑鳩に師事。1953年、ニューヨーク近代美術館日本書道展に出品。以降、国内だけでなく、欧米、アジア各国で作品を発表。国際的な書展開催に携わったほか、中国書法家との交流なども行う。海外への書の紹介だけでなく、書を通じて国際交流、国際親善に貢献。作品は国内外の美術館、博物館、学校、公共施設、永平寺、総持寺などに所蔵されている。
東洋書芸院顧問、産経国際書会名誉顧問、東洋書人連合理事長、日本尚書連盟会長、書道研究尚友会会長、沼津文化協会初代会長などを務めた。
2009年6月13日午後9時52分、急性心筋梗塞のため、入院中の病院で死去。83歳。

## 受賞
- 1966年 静岡県文化奨励賞[5]
- 1977年 沼津市文化功労表彰
- 1994年 国際芸術文化賞 - 日本文化振興会
- 1996年 正力松太郎奨励賞
- 2004年 産経国際書展内閣総理大臣賞（現代書）

## 主な作品収蔵
- イースト・ウエスト・センター（アメリカ）「和」「東西文化交流」（大作）「山」「龍」
- ジュネーブ市プチ・パレ美術館（スイス）
- ブリュッセル市王立歴史美術博物館（ベルギー）
- 北京歴史博物館（中国）
- ラジブ・ガンジー氏「平和」「愛」（ヒンディ語・日本語による茶掛２点）
- 永平寺（福井県）「放下着」「円」「喝」
- 總持寺（神奈川県）「無尽蔵」「慈」「坐」
- 曹洞宗宗務庁「合掌」「礼拝」

公共施設・小学校・中学校・高等学校・寺院等300点余